# 小行星14961
小行星14961（14961 d'Auteroche）是一颗绕太阳运转的小行星，为主小行星带小行星。该小行星于1996年6月8日发现。

## 轨道参数
小行星14961的轨道半长轴为2.4571108 UA，离心率为0.163。